# Escuela de Hidrografía
La Escuela de Hidrografía es una academia militar española perteneciente al cuerpo de la armada. Tiene la finalidad de ofrecer los conocimientos avanzados de hidrografía a los oficiales que lo requieran por orden del Alto Mando.

## Historia
Los estudios hidrográficos regulados en el ámbito militar tienen su origen en España hacia 1725, cuando se instituyó su enseñanza en la Escuela de Guardias Marinas de Cádiz.
Durante los siglos XVIII, XIX y XX la enseñanza de la hidrografía se ha impartido en distintas escuelas ubicadas en buques en movimiento.
En el año 1974, debido al desguace de los barcos utilizados hasta entonces que fueron sustituidos por unos más modernos pero de tamaño más reducido, fue necesaria la creación de una escuela en tierra, que es el precedente más directo de la Escuela de Hidrografía actual situada en Cádiz.

## Función y finalidad
La función de la Escuela de Hidrografía es ofertar el conocimiento hidrográfico básico al conjunto de oficiales de las flotas de la armada española, así como también dar cursos avanzados de la misma disciplina para mantener un cupo de expertos en la materia dentro de la armada.
También funciona como museo de exposiciones, en especial de historia de Cádiz y de la hidrografía española, y participa en múltiples proyectos nacionales e internacionales relativos a la hidrografía.